# فوياجر أوف ذا سيز
فوياجر أوف ذا سيز (بالإنجليزية: Voyager of the Seas)‏ هي سفينة سياحية والسفينة الرائدة لفئة فوياجر وهي مملوكة من قبل شركة رويال كاريبيان إنترناشيونال، دخلت الخدمة في عام 1999.